# Spoorlijn 19
Spoorlijn 19 is het Belgische gedeelte van de IJzeren Rijn. Deze spoorlijn verbindt Mol met Neerpelt en zo verder via Hamont met de Nederlandse grens richting Weert.

## Geschiedenis
De 31,7 km lange spoorlijn werd geopend op 5 juni 1879 door de spoorwegmaatschappij Grand Central Belge. In 1948 werd de lijn op enkelspoor gebracht. Treinen kunnen kruisen in Balen-Werkplaatsen en Neerpelt.
Op 4 oktober 1953 werd de lijn gesloten voor reizigersverkeer. Enkel op het baanvak Neerpelt - Hamont bleef een treinenpaar per dag rijden (verbinding Hamont - Neerpelt - Hasselt vv.) tot 2 juni 1957. Op 28 mei 1978 werd het baanvak Mol - Neerpelt weer geopend voor reizigersverkeer (treindienst Antwerpen - Neerpelt vv.).
Goederentreinen rijden amper over deze spoorlijn naar Nederland, enkel de dagelijkse zinkertstrein vanuit de Haven van Antwerpen rijdt tot de zinkfabriek in Budel.
In 2007 heeft het baanvak tussen Hamont en Weert een opknapbeurt gehad van infrastructuurbeheerder ProRail. Het werd officieel opengesteld voor goederentreinen op 15 maart 2007. De eerste goederentrein over dit traject was die dag een trein van B-Cargo. Ook operator DLC laat nu wekelijks (op maandag) een trein rijden over het pas opgeknapte baanvak.
Op het baanvak Mol - Neerpelt is de maximumsnelheid 120 km/u, verderop tot Nederland 70 km/u. Het baanvak Mol-Neerpelt is uitgerust met tegenspoorseinen.
In 2009 werd bekendgemaakt dat het enkelsporig gedeelte tussen Balen-Werkplaatsen en Neerpelt zou uitgebouwd worden tot dubbelspoor tegen 2016.
In 2009 maakte de NMBS bij het presenteren van haar toekomstplannen tevens bekend dat zij de trein naar Neerpelt weer door wil laten rijden naar Hamont, en op lange termijn naar Weert. De verlenging naar Hamont werd op 6 april 2014 in dienst gesteld.

## Ontwikkelingen
De reizigersdienst is met ingang van april 2014 verlengd tot Hamont. Hiervoor is de spoorlijn tot Hamont verbouwd en is de maximumsnelheid tussen Neerpelt en Hamont verhoogd. 
In 2018 is begonnen met de elektrificatie van de lijn. Bij de start van de werken was het de bedoeling dat de werken in 2020 klaar zouden zijn. Als gevolg van de coronacrisis is de einddatum opgeschoven naar de zomer van 2021.
Op 10 juni 2021 reed de eerste elektrische trein tussen Mol en Neerpelt, vanaf 14 juni 2021 werd er ook tot Hamont elektrisch gereden. Wegens de vertraagde levering van de nieuwe M7-rijtuigen is er onvoldoende elektrisch materieel beschikbaar om deze lijn volledig elektrisch te exploiteren en worden sommige diensten nog met MW41 dieseltreinen uitgevoerd.
In juni 2022 maakte infrastructuurbeheerder Infrabel bekend de lijn tussen Balen en Neerpelt terug van dubbelspoor te willen voorzien. De werken zouden uitgevoerd worden tussen januari 2024 en december 2026 en kosten 50 miljoen euro. Het traject is in totaal 13,3 kilometer lang.

## Treindiensten
De NMBS verzorgt het personenvervoer met IC, Piekuur- en ICT-treinen.
| Treintype | Verbinding                               | Opmerkingen                                |
| --------- | ---------------------------------------- | ------------------------------------------ |
| IC-10     | Hamont - Mol - Antwerpen-Centraal        | Dagelijks: 1x/uur                          |
| P         | Neerpelt - Mol - Mechelen - Brussel-Zuid | Rijdt enkel tijdens de spits               |
| P         | Hamont - Leuven - Heverlee               | 2x op Zondagavond tijdens het academiejaar |
| ICT       | Hamont - Mechelen - Blankenberge         | Tijdens de zomervakantie 1x/dag            |

## Aansluitingen
In de volgende plaatsen is of was er een aansluiting op de volgende spoorlijnen:
Mol
Spoorlijn 15 tussen Y Drabstraat en Y Zonhoven
Balen-Werkplaatsen
Spoorlijn 273 tussen Balen-Werkplaatsen en Lommel-Maatheide
Neerpelt
Spoorlijn 18 tussen Winterslag en Eindhoven
Hamont
Spoorlijn tussen Budel en Vlodrop